# Meierijstad
Meierijstad è una municipalità dei Paesi Bassi di 79.831 abitanti situata nella provincia del Brabante Settentrionale. Costituita il 1º gennaio 2017, il suo territorio è stato formato dalla fusione delle municipalità di Veghel, Schijndel e Sint-Oedenrode.